# Himmel, Amor und Zwirn
Himmel, Amor und Zwirn ist ein im Bundeswehr-Milieu spielender deutscher Spielfilm aus dem Jahr 1960 von Ulrich Erfurth mit Hartmut Reck und Grit Boettcher als zerstrittenes Ehepaar in den Hauptrollen. Das Drehbuch schrieb Thomas Westa nach eigener Romanvorlage.

## Handlung
Der Damenschneider und Modeschöpfer Friedrich Himmel ist als Rekrut zur Bundeswehr eingezogen worden und soll seinen Dienst bei den Gebirgsjägern ableisten. Seine wenig verantwortungsbewusste, blutjunge Ehefrau Susanne drückt ihm ausgerechnet jetzt das gemeinsame Baby in die Hand, weil sie eigene Wege gehen will und keine Lust mehr auf Ehemann und Kleinkind hat. Himmel weiß sich angesichts dieser Notsituation keinen anderen Rat und nimmt den Säugling mit in die Kaserne.
Bald sorgt der minderjährige Neuzugang für reichlich Wirbel im Bundeswehrbetrieb und verschwindet auch einmal vorübergehend. Die Ehefrau des Kommandanten Major Knorr nimmt sich schließlich aushilfsweise des Winzlings an, und die „Causa Baby“ sorgt bald für Wirbel, der bis in die Hardthöhe nach Bonn reicht. Schließlich kehrt die reumütige Mutter zum Gatten zurück, und der eheliche Frieden wird wieder hergestellt.

## Produktionsnotizen
Himmel, Amor und Zwirn entstand im Frühjahr 1960 unter anderem im Filmatelier Göttingen und wurde am 8. Juli 1960 im Münchner Mohren-Kino uraufgeführt.
Die Kostüme entwarf Irms Pauli, Walter Haag erstellte die Filmbauten.

## Kritiken
Das Hamburger Abendblatt spottete in seiner Ausgabe vom 24. August 1960 über „Himmel, Amor und Zwirn“: „…so möchte man fluchen, wenn man diesen Film bis zum Ende verfolgt hat.“
Paimann’s Filmlisten resümierte: „Kasernenhofgeschichte in Bundeswehr-Ausgabe: weder zackig noch blödelnd und mit aktuell-ketzerischen Randbemerkungen, reich an gelungenen Situationen und Gags. Mit unpersönlichen Akteuren, über‚spielt‘ von einem herzigen Baby, gelungenen Dialogen, gefälliger Aufmachung und Illustrationsmusik, ausgeglichener Technik.“

„Nicht sonderlich originelle, aber durchaus erheiternde Unterhaltungskost, die auf eher kuriose Weise dafür wirbt, wie kinderlieb und menschlich die Bundeswehrsoldaten sind.“